# حارة بئر خابوط (ذمار)

تعديل مصدري - تعديل

حارة بئر خابوط هي إحدى حارات مدينة ذمار التابعة لمحافظة ذمار، بلغ تعداد سكانها 1,504 نسمة حسب تعداد اليمن لعام 2004.